# Myzomela eichhorni
El mielero de Eichhorn (Myzomela eichhorni) es una especie de ave paseriforme de la familia Meliphagidae endémica de las islas Salomón.

## Distribución
Se encuentra en el grupo de islas Nueva Georgia, en el oeste del archipiélago de las islas Salomón.